# Geografía de Luxemburgo
Luxemburgo (luxemburgués: Groussherzogtum Lëtzebuerg, francés: Grand-Duché de Luxembourg, alemán: Großherzogtum Luxemburg) es un estado de Europa occidental, situado entre Francia que queda al sur y Alemania que queda al este; al norte y al oeste limita con Bélgica.

## Geografía física
Con sus 2586 km², Luxemburgo es el séptimo país más pequeño de Europa, encontrándose en el puesto 167 a nivel mundial.

### Relieve

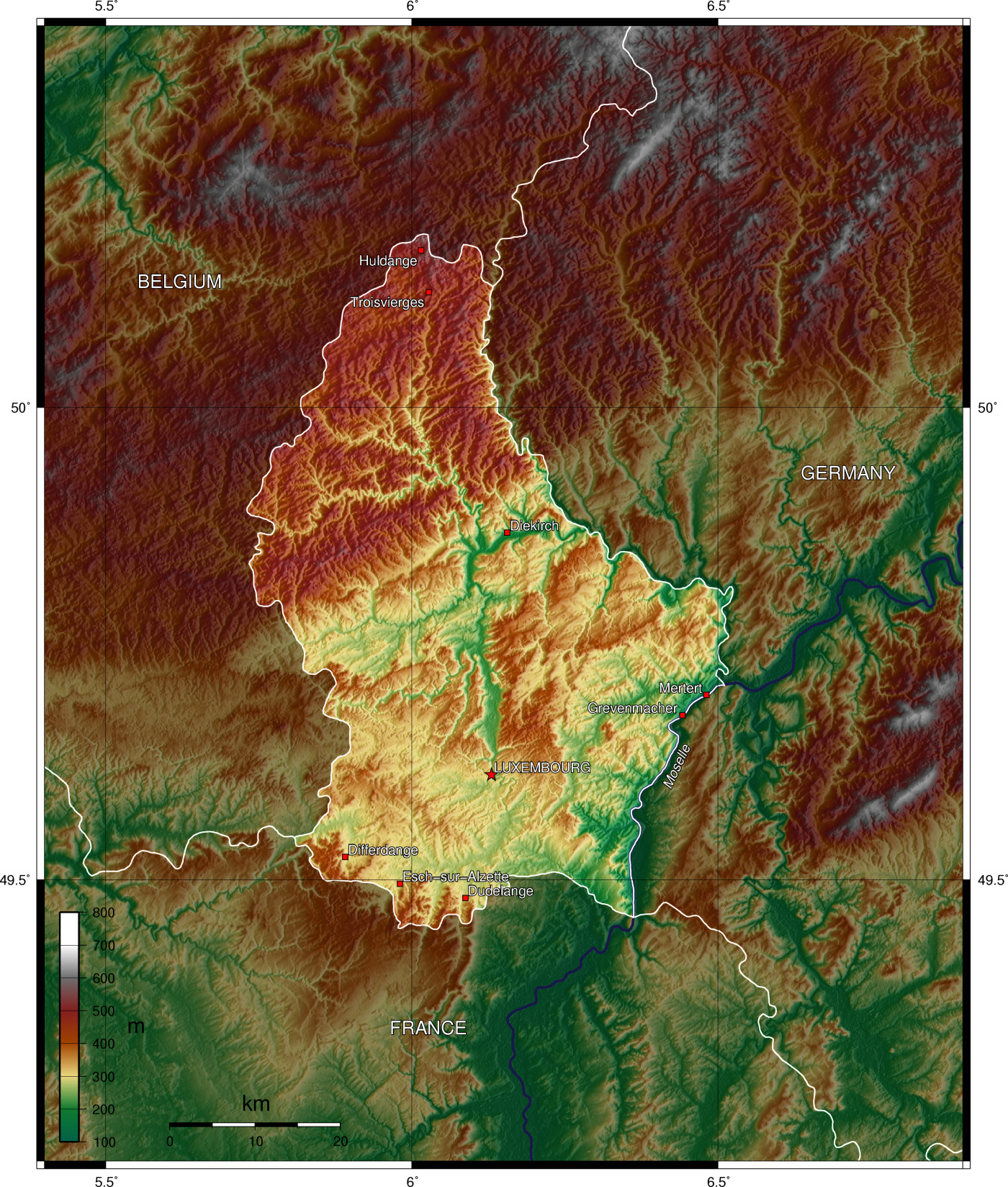

El paisaje de Luxemburgo está dominado por colinas suavemente redondeadas y anchas y valles poco profundos. Es ligeramente montañosa en el norte y va descendiendo hacia las llanuras drenadas por el río Mosela al sureste. Comprende dos regiones de distinta orografía: el Oesling al norte y Gutland al sur. 
Al norte de la ciudad de Luxemburgo se extiende el Oesling (también Éislek, Œsling, Oesling, Ösling o Eisling). Abarca aproximadamente el tercio norte del territorio, posee un área de 828 km² con una altura media de 450-500 m s. n. m. Este conjunto de tierras altas se corresponde con las estribaciones meridionales de la meseta de las Ardenas. Su relieve es accidentado, más alto que el resto del país y está cubierto por bosques de coníferas (en especial piceas). Por ella discurren los afluentes del Mosela. 
Gutland, en el sur y centro del país, se extiende por 1.758 km². Continúa las onduladas planicies de la Lorena que están profundamente excavadas por los ríos que forman estrechos y serpenteantes valles que bajan de suroeste a noreste. Es la tierra de terrenos más fértiles, clima más benigno y subsuelos ricos en minerales como el hierro y el carbón. Por ello se la conoce como Bon Pays o Gutland ("Buen País"). Posee una altitud media de 215 m s. n. m., y se interrumpe al Este en los valles vitivinícolas del río Mosela. 
El punto más bajo del país se encuentra en el río Mosela en Wasserbillig (punto de confluencia con el Sauer) 133 m s. n. m., en la comuna de Mertert. El punto más alto es Op Kneiff en Wilwerdange 595 m s. n. m. (comuna de Ëlwen/Troisvierges). Frecuentemente se considera como sitio más elevado la Buergplatz (plaza de la ciudad) de Huldang/Huldange aunque en tal punto la altitud es de 558,35 m s. n. m.

### Ríos
Luxemburgo tiene una serie de ríos menores como el Eisch, el Alzette y el Pétrusse, pero el principal río es el Mosela, que discurre por el sector oriental, trazando la frontera con Alemania, con sus afluentes el Sûre y el Our. Con la excepción del Chiers afluente del Mosa, el conjunto de los cursos de agua del país pertenecen a la cuencia del Mosela y por el conjunto del Rin. Los ríos más importantes son el Sûre en el centro, el Alzette en el sur y el Wiltz en el norte.
El río Mosela realmente surge en el noreste de Francia y fluye hacia el norte a través de Luxemburgo durante 31 km para unirse al poderoso Rin en Coblenza, Alemania. El Mosela tiene 515 km de largo, y es navegable, debido a la canalización, durante 64 km. Las laderas verdes, cubiertas de vides, flanquean el río, lleno de meandros.
Nacido en Bélgica, el río Sûre recorre 172 km en dirección este a través de Luxemburgo y luego desemboca en el Mosela. Su sinuoso curso esencialmente corta Luxemburgo de este a oeste. El río Our, que recorre la frontera nororiental, es un afluente del Sûre. Su valle se encuentra rodeado por un paisaje no tocado por el hombre.

### Clima

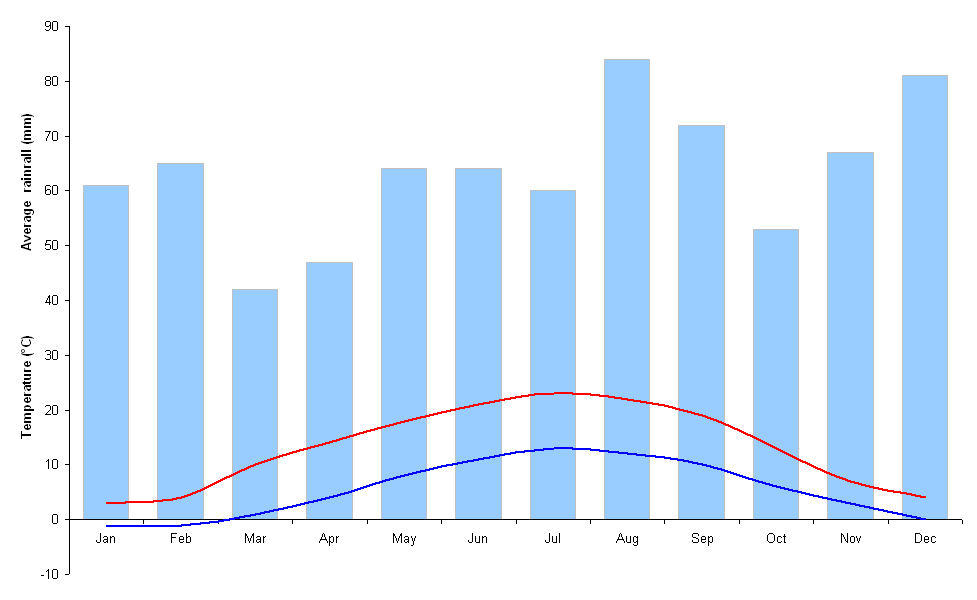
Precipitaciones y temperaturas de la ciudad de Luxemburgo.

Luxemburgo tiene un clima oceánico modificado con inviernos suaves y veranos temperados (Cfb). Disfruta de un clima templado sin extremos. La temperatura media anual en la capital Luxemburgo es de 9 °C. El clima es más riguroso en las regiones altas del norte (Eisléck), y más moderado en el sur (Guttland). Las temperaturas bajas y la humedad hacen que se le llame "clima vigorizante", de manera un poco irónica, por los que viven en el norte del país. En el sur, aunque la lluvia no es significativamente baja, la diferencia está en las temperaturas entre el invierno y el verano, especialmente altas en el valle del Mosela. Las cosechas, especialmente las vides, crecen aquí. Con una temperatura media anual de 10 °C, los meses más soleados son mayo a agosto.
En el invierno, hay considerable influencia de los sistemas atlánticos, en los que el paso de frecuentes bajas presiones dan lugar a condiciones de tiempo inestable. Esto da como resultado cielos nublados y considerable llovizna. Sin embargo, la nieve no es muy frecuente, tampoco en las regiones más frías. Las precipitaciones en Luxemburgo disminuen de oeste a este. La lluvia alcanza 1200 mm al año en algunas partes del oeste y cae a 700 mm en el valle del Mosela. En el verano, el calor excesivo es raro y las temperaturas bajan significativamente por la noche.

### Medio ambiente
Según WWF, el territorio de Luxemburgo corresponde a la ecorregión denominada bosque de frondosas de Europa occidental. Conforme a la normativa de la Unión Europea, el territorio de este país pertenece a la región biogeográfica continental. 313 hectáreas están protegidas como humedales de importancia internacional al amparo del Convenio de Ramsar, en total, dos sitios Ramsar: Haff Réimech y Vallée de la Haute-Sûre. 
Preocupaciones ecológicas: Contaminación atmosférica y acuífera en las zonas urbanas, particularmente lluvia ácida y contaminación del suelo de tierras de labranza.

## Geografía humana

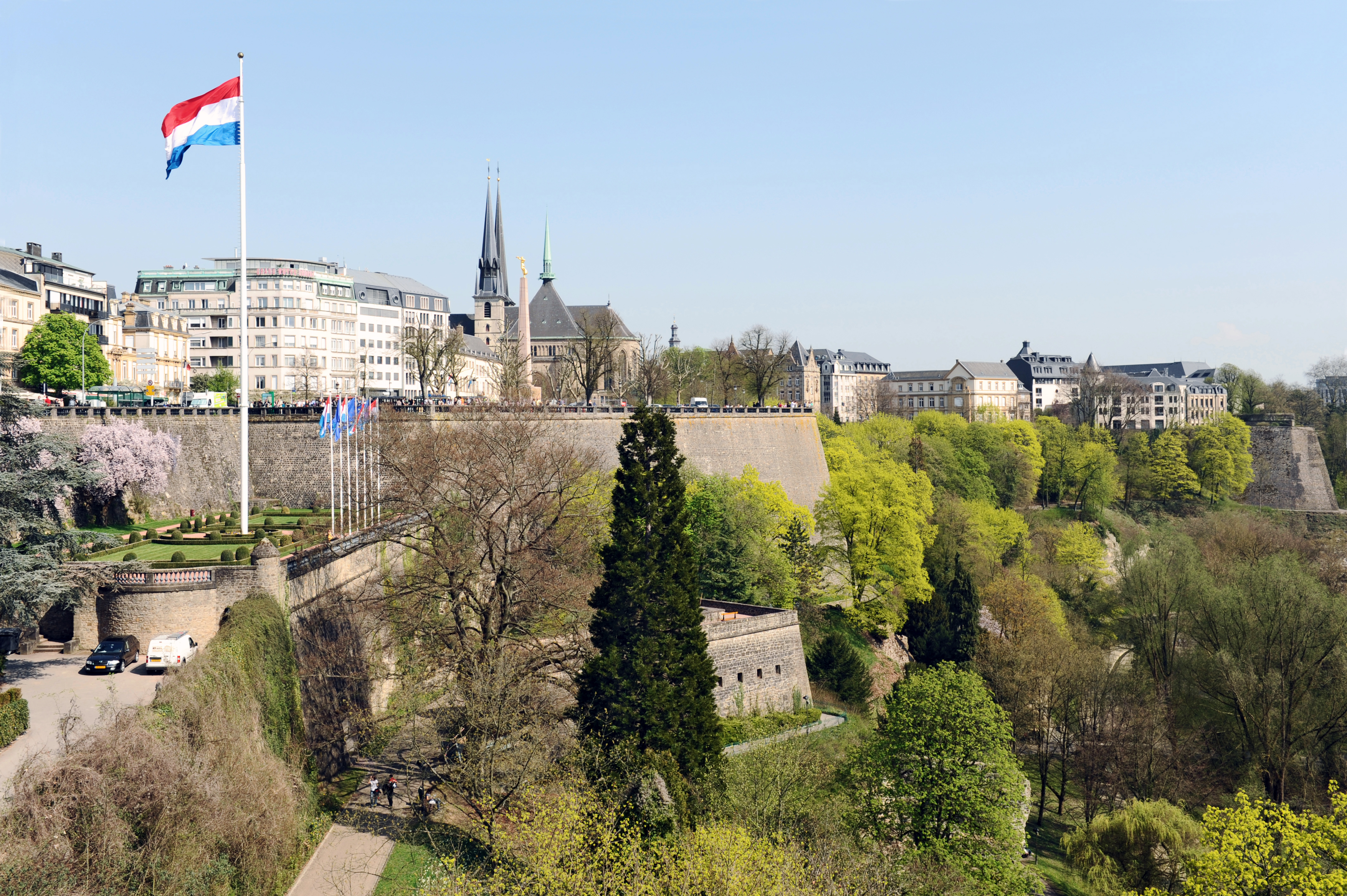
Luxemburgo

Luxemburgo tiene una población de 590.667 habitantes (est. enero de 2017), lo cual significa que tiene una densidad de población alta, de 228,4 h/km². La población en su mayoría urbana (82% en 2008), posee un índice de crecimiento anual que no supera el 1,172 % (est. 2009). Principales grupos étnicos: luxemburgueses 63,1%, portugueses 13,3%, franceses 4,5%, italianos 4,3%, alemanes2,3%, otros nacionales de la Unión Europea 7,3%, otros 5,2% (censo de 2000). Se habla luxemburgués, idioma nacional dialecto del alemán con elementos del francés y del neerlandés; alemán (idioma administrativo) y francés (idioma administrativo). Debido al número elevado de inmigrantes lusofonos y trabajadores fronterizos francófonos, el francés está muy presente, particularmente en las ciudades. En cuanto a la religión, la católica es la más practicada con 87%, aunque existen minorías protestantes, judías y musulmanas que integran el 13% restante (año 2000).
La capital, Luxemburgo es la población más grande del país, con 114.000 habitantes en 2017. Otras ciudades importantes son Esch-sur-Alzette, centro industrial que se encuentra hacia el sudoeste de la capital, en la frontera con Francia, y Diekirch, al norte.
Hasta el año 2015, el Luxemburgo se dividía en tres distritos: Diekirch, Grevenmacher y Luxemburgo. Tradicionalmente, en Luxemburgo se distinguían doce cantones: Luxemburgo, Capellen, Esch, Mersch, Clervaux, Diekirch, Redange, Vianden, Wiltz, Echternach, Grevenmacher y Remich.

## Geografía económica
Los principales recursos naturales de Luxemburgo son: minerales ferrosos, que dieron lugar a una gran industria siderúrgica; ya no se explota) y carbón mineral y las tierras cultivables] que representan el 27,42% del uso de la tierra e incluye viñedos. A cultivos permanentes se dedica el 0,69% (2005); pastos permanentes 20%, forestal y boscosa, 21% y otra 34% (est. 1993). En 1993 se estimó que el regadío representaba 10 km², actualmente (2009) es un dato no disponible.

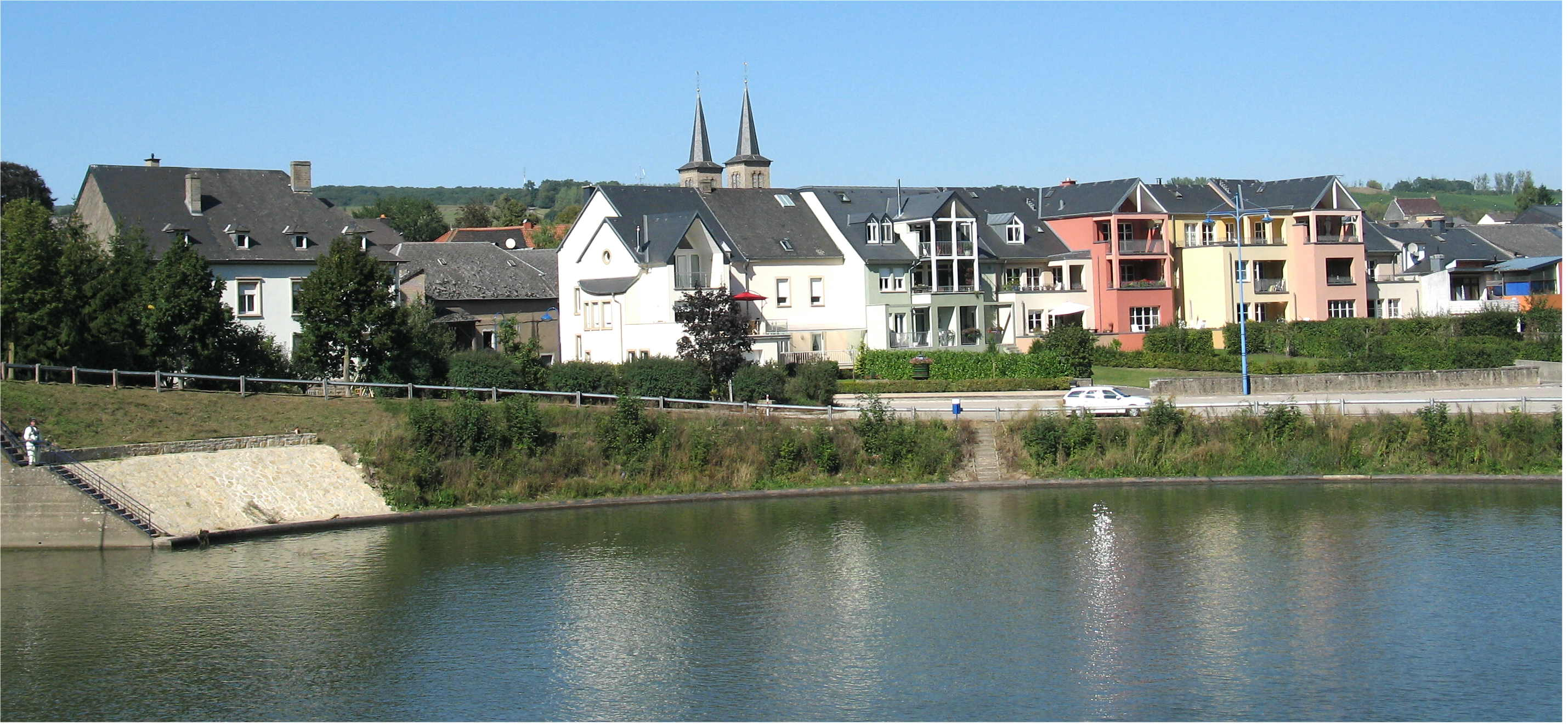
Mertert, a orillas del río Mosela.

La composición del PIB por sector es: agricultura 0,4%, industria 13,6% y servicios 86% (est. 2007). La agricultura emplea al 2,2% de la población activa, la industria el 17,1% y los servicios el 80,6% (2007). La población activa se calcula en 208.000 trabajadores. La economía depende de los trabajadores extranjeros y transfronterizos en el 60% de su población activa: 125.400 son trabajadores extranjeros que viven al otro lado de la frontera que provienen principalmente de Francia, Bélgica y Alemania.
Tiene una economía pequeña, estable, con altos ingresos. Se beneficia de su proximidad con Francia, Bélgica y Alemania. Históricamente tanto la inflación como el desempleo se han mantenido bajos. El sector industrial, inicialmente dominado por el acero, se ha ido diversificando para incluir productos químicos, goma y otros productos. El crecimiento en el sector financiero, al que ahora se debe el 28% del PIB, ha hecho más que compensar el declive del acero. Los bancos están en su mayor parte en manos extranjeras, y la mayor parte del negocio lo tienen en las operaciones exteriores.
Como el resto de la Unión Europea, tras experimentar una fuerte expansión entre 2004 y 2007, ha padecido la crisis de 2008-2009, pero a pesar de ello sigue gozando de un alto nivel de vida, pues su PIB per cápita es el tercero del mundo, tras Liechtenstein y Catar, y es el más alto de la Unión Europea.
Los principales productos agrícolas son: vino, uvas, cebada, avena, patatas, trigo y frutas. De la ganadería se obtienen productos lácteos. En cuanto a los productos industriales, cabe citar: servicios banqueros y financieros, hierro y acero, tecnología de la información, telecomunicaciones, transporte de mercancías, industria alimenticia, sustancias químicas, productos metálicos, ingeniería, neumáticos, cristal, aluminio y turismo. 
Hay 275 km de ferrocarril, y 5.227 km de carreteras, todas ellas pavimentadas e incluyendo 147 km de autopista (2004). En cuanto a las vías fluviales, hay 37 km en el curso del río Mosela (2008). El puerto fluvial más importante es Mertert, en el distrito de Grevenmacher.